# Fenwick, Skottland
Fenwick är en ort i Storbritannien.   Den ligger i kommunen East Ayrshire och riksdelen Skottland, i den centrala delen av landet, 500 km nordväst om huvudstaden London. Fenwick ligger 114 meter över havet och antalet invånare är 828.
Terrängen runt Fenwick är lite kuperad. Runt Fenwick är det ganska tätbefolkat, med 111 invånare per kvadratkilometer. Närmaste större samhälle är Kilmarnock, 5,8 km sydväst om Fenwick. Trakten runt Fenwick består i huvudsak av gräsmarker.